# Comedia bromántica

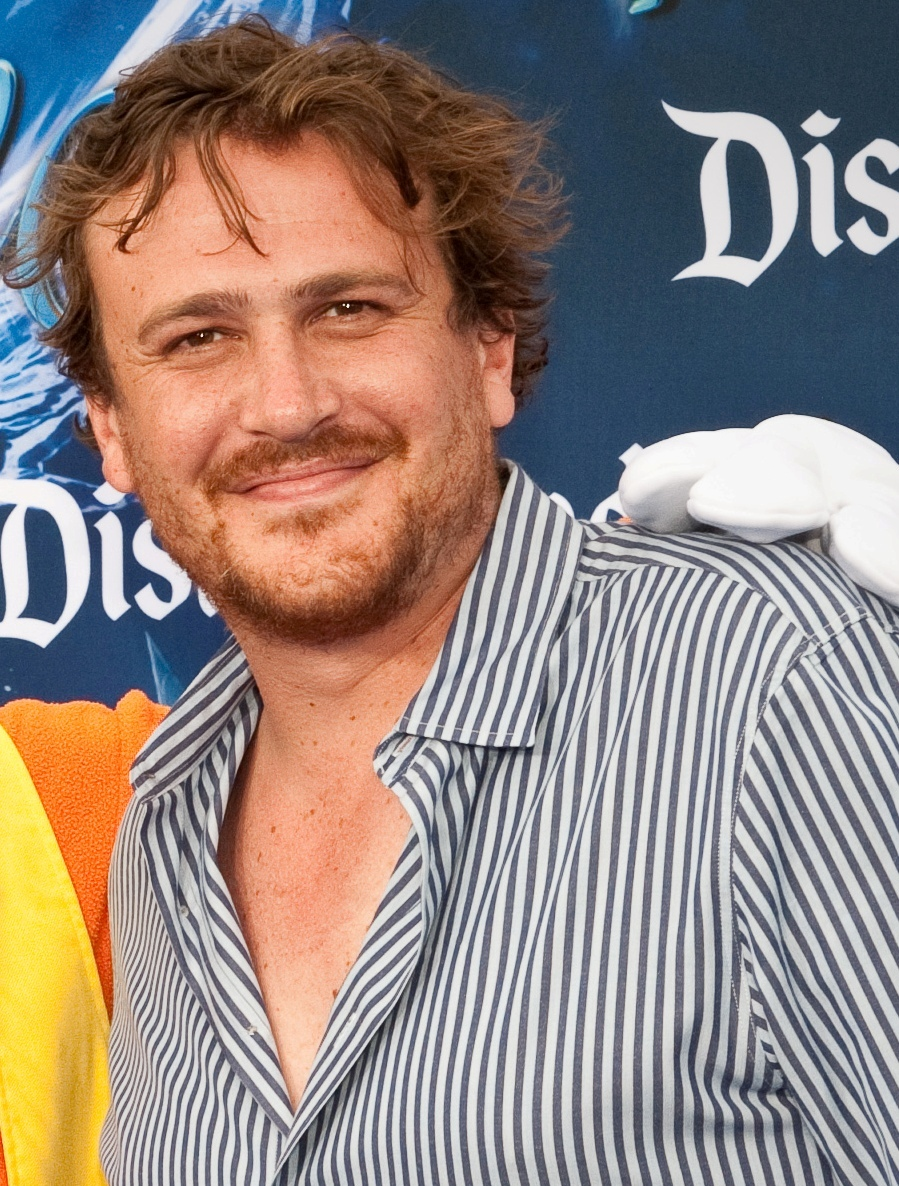
Jason Segel coprotagonizó I Love You, Man (2009), una de las películas más representativas del género.

Una comedia bromántica es un género de película de comedia que toma la fórmula de la típica la comedia romántica pero se centra en amistades masculinas cercanas.

## Descripción
El término bromance, que fusiona las palabras «hermano» y «romance», puede definirse como una «amistad cercana no sexual entre hombres». Una comedia bromántica encuentra el humor al invertir la fórmula de la típica comedia romántica. En I Love You, Man (2009) no son el hombre y la mujer (la novia y el novio) de la historia quienes se enamoran, se separan y luego se reencuentran románticamente al final, sino los dos protagonistas masculinos. Las películas de comedia bromántica presentan expresiones de intimidad masculina, mientras que humorísticamente se burlan de los miedos a ser homosexual de los personajes.
En ocasiones, los protagonistas «hipster desaliñados» de la comedia bromántica generalmente no son maduros y carecen de ambición. Pueden ser «hombres beta» a los que les gusta la pornografía y la comida chatarra, pero se ven obligados a madurar cuando descubren a las mujeres «rectas», los niños y la responsabilidad. Es una historia sobre «la disolución de una manada masculina, el fin de un vínculo juvenil masculino», según David Denby de The New Yorker.
Algunas comedias brománticas contienen el concepto de un «código» entre hombres: «bros before hos» (los amigos antes que las mujeres). La idea es que los lazos entre hombres son más significativos, fuertes, profundos y basados en el entendimiento mutuo, mientras que los lazos entre un hombre y una mujer pueden ser caprichosos, superficiales y menos satisfactorios. A menudo, hay un elemento en la trama que permite a los hombres alejarse por su cuenta, lejos de las mujeres. Ejemplos de esto son I Love You, Man o The Hangover (2009). Según el autor Timothy Shary en Millennial Masculinity: Men in Contemporary American Cinema, varias películas de este género, como Wedding Crashers (2005), presentan un sorprendente nivel de bisexualidad para sus personajes masculinos y un espacio para que existan relaciones masculinas más diversificadas. La obra de William Shakespeare Trabajos de amor perdidos proporciona, en su pasaje inicial, un prototipo cómico para la idea de que los hombres acuerdan un «código» para aislarse y evitar el romance con el sexo opuesto.

## Historia
Algunos aspectos de las comedias brománticas, incluida la camaradería masculina, se encuentran en la película Diner (1982), de Barry Levinson. En esa cinta, un grupo de seis amigos lucha con la madurez y encontrar su camino en el mundo real, mientras se apoyan mutuamente a lo largo del camino. Una situación similar ocurre en las películas Kicking and Screaming (1995) y Swingers (1996) Diner sirvó de inspiración a una nueva generación de cineastas, incluyendo a realizadores de comedia brománticas como Judd Apatow y John Hamburg.
En 2005, Wedding Crashers del director David Dobkin, protagonizada por Owen Wilson y Vince Vaughn, popularizó el concepto de «bromance» en la pantalla grande. Más tarde ese mismo año, se estrenó Virgen a los 40, y a partir de ese filme Apatow se volvió un cineasta prominente del género de la comedia bromántica. El éxito de Wedding Crashers y Virgen a los 40 abrió el camino para una oleada de películas similares que se estrenaron a mediados y finales de la década de 2000. Las películas de esta era encontraron un público para la representación cómica de relaciones del mismo sexo, algo con lo que los espectadores masculinos podían identificarse, pero que había sido pasado por alto por los guionistas.
Con I Love You, Man (2009), de John Hamburg, el género alcanzó un apogeo, ya que la película va muy lejos en su representación del bromance, y recibió críticas positivas. En I Love You, Man, Paul Rudd interpreta a Peter Klaven, quien está a punto de casarse con el amor de su vida, pero se da cuenta de que no tiene amigos para servir de padrino en su boda. Luego conoce al personaje de Jason Segel, Sydney, quien es amigable y un gran complemento para Peter, pero su bromance empieza a afectar la relación del novio con su futura esposa.
En Broadway se ha tomado la idea de la comedia bromántica del cine y se la ha combinado con la forma tradicional del musical en The Book of Mormon y Los productores.

## Críticas
Algunos medios han acusado al género de ser políticamente incorrecto y de presentar una variedad de insensibilidades, mientras que otros consideran que las películas son sátiras, y en ese sentido, la exposición a los «males sociales» puede tener algunos efectos positivos. Un objetivo cómico principal de la comedia bromántica es la idea de que existe un «código» de comportamiento masculino que tiende a dificultar que los hombres se relacionen de manera realista o natural tanto con hombres como con mujeres. Usando la sátira y el ridículo, las películas exponen la ideología frágil y los temores que son la base de tales códigos.

## Temáticas y elementos
- Amistad entre hombres y homosocialidad.[4]
- Conflictos con el vínculo heterosexual.[20]
- Énfasis en el bromance y rechazo del homoerotismo, y deliberada confusión de relaciones homosociales/homoeróticas.[6]
- Hay un enfoque en la autoconsciencia masculina.[9]
- Un elemento en la trama que permite a los hombres ir por su cuenta, lejos de las mujeres, por ejemplo, la «cueva de hombres» de I Love You, Man, las vacaciones solo para hombres de The Hangover o las actividades de la boda que involucran a los padrinos en The Wedding Ringer.[2][9][31]
- Infantilismo de los personajes masculinos.[5]
- La frontera entre lo que es aceptable o inaceptable en los intereses de un hombre.[9]
- El humor puede llegar a ser considerado «grosero» o «vulgar».[32][33]
- Las películas han sido descritas como «alocadas».[9][22]
- Los elementos misóginos a menudo se encuentran en la narrativa.[32][34]

## Películas de comedia bromantica notables
- Diner (1982)[14]
- Kicking and Screaming (1995)[14]
- Swingers (1996)[14][35]
- Dude, Where's My Car? (2000)[1]
- Wedding Crashers (2005)[36]
- Virgen a los 40 (2005)[9]
- Superbad (2007)[37]
- Pineapple Express (2008)[9]
- Role Models (2008)[9]
- Step Brothers (2008)[38]
- The Hangover (2009)[9][39]
- I Love You, Man (2009)[16][40]
- The Dilemma (2011)[41][42]
- This Is the End (2013)[43]
- The Interview (2014)[28]
- Neighbors (2014)[44]
- Las novias de mis amigos (2015)[12][14]
- The Wedding Ringer (2015)[45]

## Televisión
Las series de televisión han incluido elementos de comedia bromántica:
- «My Musical», un episodio de la serie Scrubs que presenta la canción «Guy Love».[46]
- La serie de televisión de los años 1960 Batman presentó elementos de camp y mostró al «dúo dinámico» Batman y Robin.[46]
- «The One with the Nap Partners», un episodio de la séptima temporada de la serie de televisión Friends, en el que Joey y Ross descubren que disfrutan dormir la siesta juntos.[46]